# Наукові ступені і вчені звання в Україні
Наукові ступені і вчені звання — кваліфікаційна система в науковій та науково-педагогічній діяльності, державне визнання рівня кваліфікації вченого, що є критеріями ранжування наукових і науково-педагогічних працівників. В Україні присуджують наукові ступені — Доктора філософії і доктора наук. Вчені звання доцента (по кафедрі), професора (по кафедрі, за спеціальністю) та старшого наукового співробітника (за спеціальністю) — присвоюють за рішенням вченої ради Міністерством освіти і науки України. Вчені звання доцента та старшого наукового співробітника присвоюють кандидатам і докторам наук, а вчене звання професора, як правило, — докторам наук.

## Наукові ступені
Законом України «Про вищу освіту» визначено, що науковими ступенями в Україні є:
- Доктор філософії / Доктор мистецтва (кандидат наук). Присудження наукового ступеня кандидата наук тривало до 31 грудня 2020 року (після проведення захисту кандидатських дисертацій особами, які вступили в аспірантуру 2015 року)[2][3].
- Доктор наук

Наукові ступені присуджують спеціалізовані вчені ради на підставі прилюдного захисту дисертацій. Рішення спеціалізованих вчених рад про присудження наукових ступенів затверджуються Міністерством освіти і науки України. Наукові ступені доктора філософії і доктора наук присуджують спеціалізовані вчені ради вищих навчальних закладів, наукових установ та організацій у порядку, затвердженому Кабінетом Міністрів України.

## Вчені звання
Законом України «Про вищу освіту» від 1 липня 2014 р. визначено, що вченими званнями в Україні є:
- Доцент
- Старший дослідник
- Професор

Присудження наукових ступенів та присвоєння вчених звань є державним визнанням рівня кваліфікації вченого. Порядок присудження наукових ступенів і присвоєння вчених звань встановлюється Кабінетом Міністрів України.
Дипломи кандидата і доктора наук, атестати старшого дослідника, доцента і професора видаються Міністерством освіти і науки України.
Наявність відповідного наукового ступеня та вченого звання є кваліфікаційною вимогою для обіймання науковим працівником відповідної посади.

## Сучасний стан
З 1993 до 2016 року в Україні було захищено близько 18 тисяч докторських і більше 153 тисяч кандидатських дисертацій. З 1 серпня 2016 до 1 липня 2017 року Міністерство освіти і науки видало 956 дипломів доктора наук і 5 615 дипломів кандидатів наук, таким чином загальна кількість захищених дисертацій доктора наук у 1993—2017 роках досягла майже 19 тисяч, а кандидатських — близько 159 тисяч. При цьому лише у 2001—2016 роках вчене звання професора отримали 11 486 осіб, а вчене звання доцента — 47 621 особа.
Ситуація з присудженням наукових ступенів і вчених звань в Україні на початку XXI століття є невтішною. За різними оцінками, до третини всіх дисертацій є сфальшованими дослідженнями, містять плагіат та псевдонауку. Найвідомішими прикладами плагіату серед українських політиків є Віктор Янукович-молодший, Арсеній Яценюк, Катерина Кириленко.
Проведене у 2016 році дослідження виявило 46 фірм, які пишуть дисертації та наукові роботи на замовлення.